# Las piedras rodantes
Las Piedras Rodantes es una canción de la banda de rock El Tri incluida en su noveno álbum de estudio,  Una Rola para los Minusválidos, lanzado en 1995. Esta canción es otra de las exitosas del álbum y del grupo en general, considerado unos de los clásicos del rock en español.
La canción fue seleccionada entre las 12 canciones que la banda grabó sinfónicamente (ver Sinfónico). A casi 15 años desde que apareció la canción, aun sigue siendo popular; por ejemplo, también fue seleccionada en 2003 para el álbum en vivo de 35 Años y lo que falta todavía que fue lanzado el año siguiente.
Algo interesante es que la canción es acústica con Álex Lora tocando la guitarra y Rafael Salgado en la armónica. Y tal vez lo más famoso de la canción es el coro de Lora "Turu tu tu tú, turo tú, tu tu tú... turo tú...". Esta canción junto con "Pobre Soñador" tuvieron el mayor impacto en los fans de la banda durante la época de los 90s y que obviamente se ha pasado al nuevo siglo.

## Lista de canciones

### CD - Promo
| Las piedras rodantes — Sencillo |                        |          |  |
| N.º                             | Título                 | Duración |  |
| 1.                              | «Las piedras rodantes» | 4:57     |  |

## Posiciones en las listas
| Listas                                     | Posición |
| ------------------------------------------ | -------- |
| Estados Unidos Billboard Hot Latin Tracks  | 55       |
| Estados Unidos Billboard Latin Pop Airplay | 87       |

## Uso comercial
La canción fue usada como tema musical para la película mexicana Un año perdido estrenada en 1993 por la cual Lora recibió el premio Ariel a Mejor canción original al año siguiente. Este premio se le otorgó a Álex Lora por la Academia Mexicana de Ciencias y Artes Cinematográficos.

## Nominaciones
| Año  | Publicación | País | Lista                                 | Puesto |
| ---- | ----------- | ---- | ------------------------------------- | ------ |
| 2006 | Alborde     | EUA  | 500 canciones del Rock Iberoamericano | 135°   |